# Marc-Antoine Madeleine Désaugiers
Marc-Antoine-Madeleine Désaugiers (Frejús, 17 de novembre de 1772 - París, 9 d'agost de 1827, fou un cantant, poeta, dramaturg i goguettier francès, fill de Marc-Antoine Désauglers compositor i germà del diplomàtic Auguste-Félix Désaugiers.
Estudià al Col·legi Mazarino i al seminari de Sant Llàtzer; però no sentí cap mena d'afició pel sacerdoci, es dedicà a la literatura per consell del seu mateix pare, pel que va fer una adaptació de la comèdia de Molière Le médecin malgré lui. En un viatge que va fer a Santo Domingo, acompanyant la seva germana i el seu cunyat, va caure presoner dels negres sollevats que restaren a punt d'afusellar-lo. S'escapolí de miracle i als Estats Units sofrí una malaltia que també va posar la seva vida en perill. Retornà a França el 1797 i es donà a conèixer per algunes obres teatrals, i més que res per les seves cançons, plenes de gràcia i picardia, que es feren populars ben aviat, però més tard caigueren en l'oblit.

## Vida social
Fou moltes vegades president de la societat humorística La Caveau, i de 1815 a 1822 dirigí el teatre de Vaudeville que amb ell gaudi d'una llarga temporada de prosperitat. Al fundar-se el Gymnase presentà la dimissió del seu càrrec, però instat pels accionistes i pel mateix rei assumí de bell nou la direcció amb el mateix entusiasme que abans, fins que el privilegi concedit al teatre de Novedades (1827), el desanimà en els seus propòsits i encara va córrer la brama que havia precipitat la seva mort, ocorreguda després d'una penosa operació.
Désaugiers fou un dels poetes més populars i més estimats de la seva època, no macant qui l'ubica per damunt de Béranger, que protegí, i com que a més era d'un caràcter franc i alegre gaudia de simpatia general.

## Cançons
Les seves cançons més conegudes són:
- Consolations de la vieillese;
- La Pour et le Contre;
- La treille de la sincerité;
- Monsieur y Madame Denis;
- Pour vivre cent ans;
- Pierre et Pierrette;
- Le delire bachique;
- Quand on est mort, c'est pour long temps;
- Panpan;
- París à cinq heures du matin, i d'altres moltes reunides entres volums amb el títol de Chansons et Poesies diverses (París, 1816), havent-se fet diverses edicions d'aquesta col·lecció.

## Teatre
Pel teatre va escriure:
- Le testament de Carlin (1791);
- L'entresol (1802);
- C'est ma femme; Milor Go (1804);
- Monsieur Sans-Géne; Pierrot; Le marí intrigué (1806);
- Le valet d'emprunt; Un Diner par victoire (1807);
- Le jeune Werther; La chatte merveilleuse; Megalantrophogenesie; Monsieur Dumodet; Le mariage extravagant; Monsieur Vantour (1811);
- Cadet Roussel esturgeon; Le Diner de Madelon (1913);
- L'hótel garni; Les petites Danaides (1814), aquesta última era una parodia d'una òpera de Salieri, que assolí més de 300 representacions consecutives, número fabulós en aquells temps.